# Damián Yáñez Neira

Damián Yáñez Neira, 2015

Damián Yáñez Neira (* 12. Dezember 1916 in Morales del Rey; † 27. Mai 2015 in San Cristovo de Cea, Provinz Ourense) war ein spanischer Trappist und Ordenshistoriker.

## Leben und Werk
Alejandro Yáñez Neira trat mit 17 Jahren in die Trappistenabtei San Isidro de Dueñas ein und nahm den Ordensnamen Damián (nach Kosmas und Damian) an. Er verbrachte das Noviziat zusammen mit dem später heiliggesprochenen Rafael Arnáiz Barón. 1942 wechselte er in das Kloster San Pedro de Cardeña, dann endgültig 1966 als Klosterbibliothekar in das Kloster Oseira, dessen Bibliothek er in knapp 50 Jahren von anfänglich 300 Büchern auf 40 000 vergrößerte. Yáñez Neira publizierte zahlreiche Arbeiten zur Geschichte des Zisterzienserordens in Spanien, sowie Erinnerungen an seinen Mitbruder Rafael, vor allem seit dessen Seligsprechung 1991. 2013 wurde Yáñez Neira vom Centro de Estudios Chamoso Lamas der Comarca do Carballiño für sein Lebenswerk mit dem Preis „Torques de Honra Chamoso Lamas 2013“ geehrt. Die Zeitschrift Cistercium brachte in ihrer Nummer 265 (2015) einen Nachruf sowie den Versuch einer Gesamtbibliografie seiner Arbeiten.

## Werke

### Zu Rafael Arnáiz Barón
- (Hrsg. mit Alberico Feliz Carbajal) Mi vivir es Cristo. Vivencias que el hermano Rafael tuvo de Cristo. P.S. D.L., Madrid 1981.
- El hermano Rafael. Recuerdos íntimos. Signum Christi, Avila 1991.
- (Hrsg.) Mes de mayo con el Hermano Rafael. Fundación Radio Santa María de Toledo, Toledo 1995.
- En silencio y a pie. Burgos 1999.
- (Hrsg.) Hno. Rafael. Semblanzas y anécdotas. Monte Carmelo, Burgos 2000.
- Vida del hno. Rafael. Recuerdos de un connovicio. Monte Carmelo, Burgos 2008.
- El Hno. Rafael con quien conviví. Recuerdos íntimos. Monte Carmelo, Burgos 2009.
- Memorias de una amistad. Entrevista de Mons. Palmero al Padre Damián Yáñez sobre San Rafael Arnáiz Barón. Guadalupe, Murcia Universidad Católica San Antonio 2012.

### Ordensgeschichte
- Historia del real monasterio de San Isidro de Dueñas. Palencia 1969.
- El monasterio cisterciense de las Huelgas de Avilés. In: Boletín del Instituto de Estudios Asturianos 23, 1969, 68, S. 341–415.
- El monasterio de la Espina y sus abades. In: Archivos Leoneses 51, 1972, S. 69–149.
- El monasterio de Villanueva de Oscos y sus abades. In: Boletín del Instituto de Estudios Asturianos 27, 1973, 80, S. 647–722.
- El monasterio de Santa María de Oya y sus abades. In: El Museo de Pontevedra 28, 1974, S. 145–230.
- El monasterio de Montesión, cuna de la Congregación de Castilla. In: Anales toledanos 9, 1974, S. 203–288.
- El Monasterio de Oya y sus abades. In: El Museo de Pontevedra 28, 1974, S. 1–83.
- El Monasterio de Armenteira y sus abades. In: El Museo de Pontevedra 34, 1980, S. 151–245.
- El monasterio de Osera. Madrid 1989.
- El Monasterio de San Bernardo de Alcalá de Henares. Institución de Estudios Complutenses, Alcalá de Henares 1990.
- (mit Francisco Javier Limia Gardón) San Famiano. Un aleman, cisterciense de Oseira, peregrino en Compostela. Historia y arte. Hercules de ediciones, Coruña 1993. (zu Famian von Gallese)
- El monasterio Cisterciense y la villa de Santa María de Meira. Síntesis histórico-artística. Lugo 1993.
- (mit anderen) El Monasterio de Oseira. Caja de Ahorros Provincial de Orense, Orense 1996.
- Continuación de la historia de Fray Tomás de Peralta. Xunta de Galicia, Santiago de Compostela 1997.
- Las peregrinaciones jacobeas en los monasterios cistercienses. Ed. Follas Novas/Ed. Monte Casino, Santiago de Compostela 1999.
- El Monasterio Cisterciense de San Bernardo de Burgos. Burgos 1999.
- Ferreira de Pantón. Monasterio cisterciense en la Ribera Sacra. Edilesa, León 2000.
- San Andrés de Arroyo. Ochocientos años de fidelidad. Edilesa, León 2001.
- Morales del Rey. Historia y vida. Zamora Monte Casino 2001.
- San Bernardo de Claraval. Monte Carmelo, Burgos 2001.
- Las mártires de "Fons Salutis". Madres Micaela Baldoví y Trull y Natividad Medes Ferrís. Monte Carmelo, Burgos 2002.
- Monasterio Cisterciense de la Encarnación. Talavera de la Reina (Toledo) 2002.
- El monasterio cisterciense de San Salvador y Santa Colomba de las Monjas (Zamora). Santa Colomba de las Monjas 2003.
- El Monasterio de Santa María de Oseira. Un oasis del Cister. Edilesa, León 2004, 2010.
  - (französisch) Monastère de Santa Maria de Oseira. Oasis du Cister. Edilesa, León 2010.
  - (deutsch) Das Kloster Santa María von Oseira. Oase des Zisterzienserordens. Edilesa, León 2010.
  - (portugiesisch) Mosteiro de Santa Maria de Oseira. Um oásis de Cister. Edilesa, León 2010.
- Santo cura de Ars. Una bondad contagiosa. Monte Carmelo, Burgos 2009. (zu Jean-Marie Vianney)

### Weitere Herausgeberschaft
- Siembra. Selección de los mejores pensamientos que escribió San Bernardo. Madrid 1964.
- Aelred von Rievaulx: Homilias litúrgicas. Monasteria Ntra. Sra. de los Angeles, Azul, Argentina 1979.
- Bernhard: Las Alabanzas de María y otros escritos escogidos. Madrid 1998.
- María de los Ángeles Dávila, (C.R.L.): Una recadera en el cielo. Burgos 1999.
- Monasticón cisterciense gallego. León 2000.
- San Bernardo de Claraval y San Alberto Magno hablan de María. Homilías marianas. Marial. Edibesa, Madrid 2002.
- Perlas marinas en San Bernardo. Alpuerto, Madrid 2008.